# فهرست پاپ‌ها بر پایه ملیت

نشان رسمی سریر مقدس

این صفحه فهرستی از پاپ‌ها بر اساس کشور مبدأ و ملیت است. آنها به ترتیب زمانی در هر بخش فهرست شده‌اند. پاپ‌هایی از قاره‌های آسیا، اروپا، آفریقا، آمریکای جنوبی و آمریکای شمالی وجود داشته‌اند. از آنجایی که مقام پاپ تقریباً دو هزار سال است که وجود دارد، بسیاری از کشورهای مبدأ پاپ‌ها دیگر وجود ندارند و بنابراین کشور آنها تحت معادل‌های معاصر خود گروه‌بندی می‌شوند.

## نمای کلی
تا سال ۲۰۲۵، ۲۶۷ پاپ وجود داشته است که حداقل یک پاپ اهل آفریقا، آسیا، اروپا، آمریکای شمالی یا آمریکای جنوبی بوده است:
- ۲۱۶ نفر از ایتالیا (از جمله پاپ لینوس، همه پاپ‌ها با نام‌های پال، بونیفاس و پیوس شناخته می‌شوند، آخرین پاپ اهل ایتالیا پاپ ژان پل اول)
- ۱۷ نفر از فرانسه (پاپ سیلوستر دوم، پاپ لئون نهم، پاپ استفان نهم، پاپ نیکلاس دوم، پاپ اوربان دوم، پاپ کالیکتوس دوم، پاپ اوربان چهارم، پاپ کلمنت چهارم، پاپ اینوسنت پنجم، پاپ مارتین چهارم، پاپ کلمنت پنجم، پاپ ژان بیست و دوم، پاپ بندیکت دوازدهم، پاپ کلمنت ششم، پاپ اینوسنت ششم، پاپ اوربان پنجم و پاپ گرگوری یازدهم)
- ۹ پاپ از یونان (پاپ آناکلتوس، پاپ هیگینوس، پاپ الوتریوس، پاپ سیکستوس دوم، پاپ تلسفروس، پاپ آنتروس، پاپ زوسیموس، پاپ ژان ششم و پاپ جان هفتم)
- ۶ پاپ از استان سوریه، سوریه معاصر (پاپ پطرس، پاپ آنیکتوس، پاپ ژان پنجم، پاپ سیسینیوس، پاپ کنستانتین و پاپ گرگوری سوم) [الف]
- ۴ نفر از امپراتوری مقدس روم در آلمان معاصر یا جمهوری فدرال آلمان (پاپ کلمنت دوم، پاپ داماسوس دوم، پاپ ویکتور دوم و پاپ بندیکت شانزدهم)
- ۳ نفر از آفریقا پروکنسولاریس، تونس امروزی، غرب لیبی و شرق الجزایر (پاپ ویکتور اول، پاپ میلتیادس، پاپ گلاسیوس اول)
- ۳ نفر از سرزمین مقدس، اسرائیل و فلسطین معاصر (پاپ پطرس، پاپ اواریستوس و پاپ تئودور اول) [الف]
- ۲ نفر از دالماتیا در کرواسی معاصر (پاپ کایوس و پاپ ژان چهارم)
- ۲ نفر از اسپانیا (پاپ کالیکتوس سوم و پاپ الکساندر ششم)
- ۲ نفر از پرتغال (پاپ داماسوس اول و پاپ ژان بیست و یکم)
- ۲ نفر از آناتولی، ترکیه معاصر (پاپ کونون و پاپ ژان ششم)
- ۱ نفر از امپراتوری مقدس روم در اتریش معاصر (پاپ گرگوری پنجم)
- ۱ نفر از امپراتوری مقدس روم در هلند معاصر (پاپ آدریان ششم)
- ۱ نفر از انگلستان (پاپ آدریان چهارم)
- ۱ نفر از لهستان (پاپ ژان پل دوم)
- ۱ نفر از آلبانی (پاپ کلمنت یازدهم)
- ۱ نفر از آرژانتین (پاپ فرانسیس)
- ۱ نفر از ایالات متحده که تابعیت دوگانه پرو را به دست آورد (پاپ لئون چهاردهم)